# ハートエイク・トゥナイト
「ハートエイク・トゥナイト」（Heartache Tonight）は、イーグルスが1979年に発表した楽曲。

## 概要
グレン・フライとJ.D.サウザーがフライの家でサム・クックのレコードを聴いていたときに、本作品の骨格ができた。サウザーはインタビューで次のように答えている。
フライ、サウザー、シーガーにドン・ヘンリーを加えた4人によって「ハートエイク・トゥナイト」は書かれた。リード・ボーカルはフライが務めた。
1979年9月18日、シングルとして発表。同年9月24日発売のアルバム『ロング・ラン』に収録。
同年11月10日付のビルボード・Hot 100の1位を記録した。カナダで1位、イギリスで40位、アイルランドで10位、ニュージーランドで7位を記録した。翌19780年のビルボード年間チャートの47位を記録するなど大ヒットとなった。
1980年2月開催の第22回グラミー賞で「Best Rock Performance by a Duo or Group with Vocal」賞を受賞した。
同年11月発売のライブ・アルバム『イーグルス・ライヴ』にライブ・バージョンが収録された。

## 演奏者
- グレン・フライ - リード・ボーカル、リズム・ギター、ハンドクラッピング
- ドン・ヘンリー - ドラムズ、バッキング・ボーカル
- ジョー・ウォルシュ - スライド・ギター
- ドン・フェルダー - リズム・ギター
- ティモシー・B・シュミット - ベース、バッキング・ボーカル
- ボブ・シーガー - バッキング・ボーカル（ノン・クレジット）

## カバー・バージョン
- コンウェイ・トゥイッティ - 1983年のシングル。ビルボードのカントリーチャートの6位を記録。
- グレン・フライ - 1993年のライブ・アルバム『Glenn Frey Live』に収録。
- ジョン・アンダーソン - 1993年のコンピレーション・アルバム『Common Thread - The Songs of The Eagles』に収録。
- J.D.サウザー - 2011年のアルバム『Natural History』日本版のボーナス・トラック。